# Сейтяг'яєв Нариман Сеїтаметович
Нарима́н Сеїтаме́тович Сейтяг'я́єв (крим. Nariman Seyityahya; нар. 17 грудня 1964, Алмалик, Узбецька РСР, СРСР) — український філолог, історик, тюрколог кримськотатарського походження, фахівець з історії кримськотатарської літератури. Кандидат філологічних наук.

## Життєпис
Народився 17 грудня 1964 року в місті Алмалик Узбецької РСР.
1995 року закінчив історичний факультет Сімферопольського державного університету. У 1998—1999 роках навчався на факультеті перепідготовки Кримського республіканського інституту підвищення кваліфікації та перепідготовки кадрів освіти у Сімферополі за спеціальністю «кримськотатарська мова і література».
Навчався на аспірантурі в Кримському інженерно-педагогічному університеті. Дисертацію на тему «Історична проза в кримськотатарській літературі XV—XVIII ст.» захистив 2005 року в Інституті філології Київського національного університету імені Тараса Шевченка і здобув науковий ступінь кандидата філологічних наук. У 2009—2012 роках навчався на докторантурі в Інституті літератури НАН України.
У 1995—1998 роках працював у Кримському відділенні Інституту сходознавства імені Агатангела Кримського НАН України, а в 1999—2000 роках — у Бібліографічному відділі Кримської Республіканської кримськотатарської бібліотеки імені Ісмаїла Гаспринського. Надалі працював викладачем, старшим викладачем, доцентом у Кримському інженерно-педагогічному університеті та старшим науковим співробітником Науково-дослідного центру кримськотатарської мови, літератури, історії та культури при університеті.
Після російської анексії Криму звільнився з університету в серпні 2014 року та переїхав до Києва. У 2016—2019 роках був доцентом в Інституті філології Таврійського національного університету імені Володимира Вернадського. З 2021 року викладає у Львівському національному університеті імені Івана Франка за сумісництвом, працює доцентом кафедри сходознавства імені Ярослава Дашкевича. Науковий співробітник Відділу Близького та Середнього Сходу Інституту сходознавства НАН України.

## Науковий доробок
До сфери наукових інтересів належать рукописи й літературні твори кримськотатарською та іншими тюркськими мовами, зокрема народів Північного Кавказу, а також соціолінгвістика, лексикографія, текстологія і джерелознавство кримськотатарської мови.
Брав участь у низці міжнародних наукових заходів на теми тюркології. У 2009 році брав участь у підготовці вчителів кримськотатарської мови й літератури при університеті «Овідіус» у місті Констанца в Румунії.
Написав понад 100 наукових публікацій.
Книги
- Çoban-zade, Bekir. «Bir saray quracaqman!». Şiirler [Чобан-заде Б. «Я побудую палац!..». Вірші]. / Укладач, автор текстологічних коментарів і приміток: Н. С. Сейтяг'яєв; редактор і автор вступної статті: Ш. Селім. — Сімферополь: Сонат, — 192 с.
- Нузэт, Мемет. Къырымнынъ чёль аятындан. Сайлама эсерлер джыйынтыгъы [Нузет, Мемет. Зі степового життя Криму: Збірник вибраних творів]. / Укладач, автор вступної статті, текстологічних коментарів і приміток: Н. С. Сейтяг'яєв. — Сімферополь: Доля, — 240 с.
- Сейтягьяв Н. С. Крымскотатарская историческая проза XV—XVIII вв. монография. Симферополь: КРП "Издательство «Крымучпедгиз», — 204 c.
- Чобан-заде, Бекир. Меним языларым… Шиирлер ве икяелер [Написане мною… Вірші й оповідання] / Укладач, автор вступної статті, редактор і автор текстологічних коментарів і приміток: Н. С. Сейтягьяев. Акъмесджит: «Тарпан», — 256 с.
- Çobanzade, Bekir. Kirim Tatar İlm-i Sarfi. [Чобанзаде, Бекір. Кримськотатарська граматика] / Укладач і автор вступної статті: Н. Сейтяг'яєв (N. Seyityahya). Ankara: Türk Dil Kurumu, — 133 с.
- Muzafarov, Refik. Kırım Tatar Türkçesi-Türkiye Türkçesi-Rusça Sözlük / Refik Muzafarov, Nüzhet Muzafarov [Музафаров Р. Кримськотатарсько-турецько-російський словник / Рефік Музафаров, Нузет Музафаров] / Підготовка до видання: Ш. Озер; переклад турецькою мовою і вступна стаття (Ön Söz): Н. Сейтяг'яєв;]. — Ankara: Türk Dil Kurumu, 2018. — 456 с.

Статті
- Орта асыр къырымтатар эдебиятында тарихий несир / Н. Сейтягьяев [Історична проза в середньовічній кримськотатарській літературі] // Йылдыз. — 1999. — № 6. — С. 175—185.
- В. Вернадский адына ильмий китапханеде булунгъан къырымтатар ве тюрк тарихы, эдебиятына аит материаллар / Н. Сейтягьяев [Матеріали з кримськотатарської і турецької історії і літератури в науковій бібліотеці імені В. Вернадського] // Йылдыз. — 2003. — № 6. — С. 40 — 72.
- Происхождение Сейида Мухаммеда Ризы (К вопросу о месте его «Семи планет» среди произведений крымской исторической прозы XVIII века) [Походження Сейіда Мухаммеда Різи (До питання щодо місця його «Семи планет» серед творів кримської історичної прози XVIII століття)] // Культура народов Причерноморья. — Ноябрь 2003. — № 44. — С. 35 — 41.
- Къырым диван эдебиятынынъ муэллифлери ве эсас хусусиетлери: умумий бакъыш [Автори і головні особливості кримської придворної літератури: огляд] // Йылдыз. — 2004. — № 4. — С. 65 — 105; № 5. — С. 83 — 108.
- Авторы и сфера бытования крымскотатарской исторической прозы XV—XVIII вв. [Автори і сфера існування кримськотатарської історичної прози XV—XVIII ст.] // Культура народов Причерноморья. — 2006. — № 92. — С. 60 — 64.
- Штрихи к творческой биографии крымского автора середины XVIII в. Хурреми Челеби Акая (в свете сведений «Истории» Саид Гирая) [Штрихи до творчої біографії кримського автора середини XVIII ст. Хурремі Челебі Акая (з огляду на відомості «Історії» Саїд Гірая)] // Культура народов Причерноморья. — 2011. — № 202. — С. 176–
- Новые сведения об «Истории крымских ханов» Хурреми Челеби Акая [Нові відомості про «Історію кримських ханів» Хурремі Челебі Акая] // Культура народов Причерноморья. — 2011. — № 211. — С. 162—165.
- Сейтягьяев Н. Происхождение Сейида Мухаммеда Ризы (к вопросу о месте его «Семи планет» среди произведений крымской исторической прозы XVIII века) // Культура народов Причерноморья. — 2003. — № 44. — С. 35—41.
- Сейтяг'яєв Н. Короткий нарис історії кримської придворної літератури (XV—XVIII ст.) // «Стилос». — 2008. — № 7. — С. 133—152.
- Сейтягьяев Н. «Семь планет» Сейида Мухаммеда Ризы и «История крымских ханов» Хурреми Челеби акая: проблема перевода и упрощения текста в крымской придворной литературе XVIII в. // «Тюркология». — 2011. — № 4. — С. 69—77. — ISSN 1727-060.
- Особенности петербургского и киевского списков исторического произведения Хурреми Челеби Акая: текстологический аспект [Особливості петербурзького і київського списків історичного твору Хурремі Челебі Акая: текстологічний аспект] // Культура народов Причерноморья. — 2012. — № 237. — С. 186.
- Особенности каирского списка исторического произведения Хурреми Челеби Акая: текстологический аспект [Особливості каїрського списку історичного твору Хурремі Челебі Акая: текстологічний аспект] // Культура народов Причерноморья. — 2012. — № 238. — С. 170.
- Особенности бахчисарайской рукописи сочинения Хурреми Челеби Акая: текстологический аспект [Особливості бахчисарайського рукопису твору Хурремі Челебі Акая: текстологічний аспект] // Культура народов Причерноморья. — 2012. — № 239. — С. 122—125.
- Изучение литературного наследия Хурреми Челеби в досоветский период [Вивчення літературної спадщини Хурремі Челебі в дорадянський період] // Культура народов Причерноморья. — 2012. — № 240. — С. 170–
- Изучение литературного наследия Хурреми Челеби в 1920-х — первом десятилетии 2000-х гг. [Вивчення літературної спадщини Хурремі Челебі в 1920-х рр. — першому десятилітті 2000-х рр.] // Культура народов Причерноморья. — 2012. — № 242. — С. 152.
- Несколько поправок к сведениям об Абдульгаффаре Кырыми и о его историческом сочинении [Декілька поправок до відомостей про Абдульгаффара Киримі і його історичній твір] // Культура народов Причерноморья. — 2012. — № 243. — С. 180–
- Ученый из Карасу Абдульгаффар Кырыми и его историческое сочинение [Вчений з Карасу Абдульгаффар Киримі і його історичний твір] // Мир Бекира Чобан-заде: Сборник материалов I Крымской международной тюркологической конференции, Белогорск (Карасубазар), 23-25 мая 2012 г. — Симферополь, 2013. — С. 222.
- Seyityahya N. Ukrayna'da Türkler'in Geçmişi ve Kültürü Üzerine Araştırmaların Bazı Problemleri ve Çözüm Yollarına Dair Bazı Fikirler [Деякі думки щодо проблем дослідження минулого та культури тюрків в Україні та шляхів їх вирішення] // Dünden Bugüne Karadeniz Havzasında Kültürel, Ekonomik ve Ticari İşbirliği / Editörler: M. Bulut ve H. Kırımlı. — Ankara, 2013. — S. 125.
- Проблемы перехода на латинскую графику у крымских татар в начале 1990-х гг. — конце 2013 г. [Проблеми переходу на латинську графіку у кримських татар на початку 1990-х рр. — наприкінці 2013 р.] // Загрожені мови. Кримськотатарська та інші тюркські мови в Україні. — Київ, 2016. — С. 155—172.
- Новий рукопис «Історії Челебі Акая» // Слово і Час. — 2017. — С. 70 — 80.
- Seyityahya (Seytyagyayev) N. Harf Çevirisi Problemleri ve Prensipleri [Проблеми і принципи транскрипції] // Muzafarov, Refik. Kırım Tatar Türekçesi-Türkiye Türkçesi-Rusça Sözlük / Refik Muzafarov, Nüzhet Muzafarov. — Ankara: Türk Dil Kurumu, 2018. — С. 23 — 35.
- До питання про чисельність мусульманського тюркського населення у Кримському ханстві наприкінці XVIII ст. // Східний світ. — 2019. — № 1. — С. 53 — 72.
- «Стисла історія» Ель-Хадж Курбана як ймовірне джерело перекладених черкеських генеалогій другої половини XVIII—XIX ст. // Східний світ. — 2019. — № 2. — С. 25 — 54.
- До питання атрибуції рукописного збірника «Абу-л-Газі. Родовід тюрків» із зібрання ІР НБУВ // Східний світ. — 2021. — № 2. — С. 103—144.
- Derbendnâme'nin Kyiv yazmasındaki versiyonu ve onun zeyli [Варіант «Дербенднаме» у київському рукопису та додаток до нього] // VI. International European Conference on Social Sciences. June 4-6, 2021. Kyiv, Ukraine. Proceedings Book / Editor Prof. Dr. Olena Panchenko. — [б/м]: Iksad Global Publications, 2021. — S. 342—350.
- «Розділ про Ідікі» з рукописного збірника «Абу-л-Газі. Родовід тюрків» ІР НБУВ (походження, мова і зміст) // Східний світ. — 2022. — № 1. — С. 53–64.